# Eleição municipal de Caucaia em 2008
A eleição municipal da cidade brasileira de Caucaia em 2008 ocorreu em 5 de outubro para eleger um prefeito, um vice-prefeito e membros da Câmara de Vereadores. O prefeito incumbente era Inês Arruda, do MDB, que estava apta a concorrer à reeleição.
Cinco candidatos concorreram à prefeitura de Caucaia. Saiu vitorioso Dr. Washington, com 53,61% dos votos válidos, seguido por Inês Arruda, do PMDB, e Dr. José do Carmo, do PTC. 

## Candidatos
| Nº | Candidato(a) (em ordem alfabética) | Candidato(a) (em ordem alfabética) | Candidato(a) (em ordem alfabética) | Coligação                                                                                                   |
| Nº | Prefeito(a)                        | Partido                            | Vice-prefeito(a)                   | Coligação                                                                                                   |
| 15 | Inês Arruda                        | PMDB                               | Ernani Viana (PR)                  | “Caucaia de braços abertos” PMDB / PR / PSC / PV / PMN / PTdoB / DEM / PP / PCdoB / PSDC / PRP / PRTB / PPS |
| 36 | Dr. José do Carmo                  | PTC                                | Nilton Marinho (PTC)               | Partido não coligado                                                                                        |
| 10 | Dr. Washington Gois                | PRB                                | Paulo Guerra (PDT)                 | “Movimento pela libertação de Caucaia” PRB / PDT / PT / PSDB / PSL / PTB / PSB / PHS / PTN                  |

## Pesquisas
Em uma pesquisa feita pelo IBOPE e encomendada pelo Sistema Verdes Mares, divulgada no dia 25 de setembro de 2008, apontava a reeleição de Inês Arruda com 49% dos votos, contra 40% de Dr. Washington e 3% de Dr. José do Carmo. 

## Resultados

### Prefeito

#### Turno único[3]
| Partido | Partido | Candidato         | Votos   | Votos (%) |
| ------- | ------- | ----------------- | ------- | --------- |
|         | PRB     | Dr. Washington    | 72 464  | 53,61%    |
|         | PMDB    | Inês Arruda       | 60 793  | 44,98%    |
|         | PTC     | Dr. José do Carmo | 1 905   | 1,41%     |
| Totais  | Totais  | Totais            | 135 162 |           |
| Fonte:  |         |                   |         |           |

### Vereadores eleitos
Foram eleitos 14 vereadores para compor a Câmara Municipal de Caucaia.
| Candidato(a)       | Partido | Votação     | Votação | Coligação            |
| Candidato(a)       | Partido | Porcentagem | Total   | Coligação            |
| ------------------ | ------- | ----------- | ------- | -------------------- |
| Deuzinho Filho     | PMN     | 2,54%       | 3.535   | PMN / PTdoB          |
| Silvio Martins     | PRP     | 2,51%       | 3.482   | PRP / PP             |
| Luciana Corrêa     | PMDB    | 2,38%       | 3.310   | PMDB / DEM           |
| Luiz Miranda       | PMDB    | 2,37%       | 3.298   | PMDB / DEM           |
| Eduardo Pessoa     | PRP     | 2,32%       | 3.221   | PRP / PP             |
| Germana Miranda    | PPS     | 2,23%       | 3.094   | PR / PPS             |
| João Campos        | PPS     | 2,08%       | 2.886   | PR / PPS             |
| Augusto Moreira    | PCdoB   | 2,04%       | 2.836   | Partido Isolado      |
| Antônio Luiz       | PMDB    | 1,72%       | 2.396   | PMDB / DEM           |
| Samuel Ferreira    | PT      | 1,68%       | 2.339   | PT / PSB / PDT / PHS |
| Erivaldo Rodrigues | PCdoB   | 1,49%       | 2.069   | Partido Isolado      |
| Francisco Noberto  | PRP     | 1,26%       | 1.755   | PRP / PP             |
| João Antônio       | PRB     | 1,24%       | 1.728   | PSDB / PRB           |
| João Dalmácio      | PRB     | 0,99%       | 1.375   | PSDB / PRB           |